# Vroenhof (Valkenburg aan de Geul)
Vroenhof is een buurtschap (en tevens de hoofdstraat) in de gemeente Valkenburg aan de Geul in de Nederlandse provincie Limburg. Het ligt aan de oude weg, de huidige provinciale weg, tussen Houthem-Sint Gerlach in het oosten en Meerssen in het westen. 

## Geschiedenis
Vroenhof is een oude kern binnen het dorp Houthem. Reeds rond 1100 stond er hier de Sint-Martinuskerk. De naam Vroenhof verwijst naar de Vroenhof, een hoeve van een landsheer.

## Bezienswaardigheden
- Sint-Martinuskerk
- Calvariekapel
- Sint-Martinuskapel

Dorpen: Berg · Broekhem · Houthem · Oud-Valkenburg · Schin op Geul · Sibbe · Valkenburg · Vilt

Gehuchten: Emmaberg · Engwegen · Geulhem · Heek · Heerstraat · IJzeren · Keutenberg · Neerhem · Plenkert · Schoonbron · Sint Gerlach · Strabeek · Strucht · Terblijt · Vroenhof · Walem

Limburg: Steden en dorpen      Nederland: Provincies · Gemeenten